# Morgenstiernekysten
Morgenstiernekysten eller Morgenstierne Coast är en kuststräcka mellan Kap Circoncision och Kap Valdivia på den norskägda ön Bouvetön. Den ligger i den nordvästra delen av landet och är fyra km lång.
Ett äldre namn på kusten är Morellrevet.